# Alfons van Aragón
Alfons van Aragón (1228 - Calatayud, 26 maart 1260) was een Aragonese infant. Hij was de oudste zoon van koning Jacobus I van Aragón en Eleonora van Castilië.

## Biografie
Kort na zijn geboorte zwoer de Aragonese adel al trouw aan Alfons als troonopvolger van het Koninkrijk Aragón. Volgens de deling van 1244 zou Alfons na de dood van zijn vader alleen Aragón van hem erven. Hij steunde vervolgens Castilië in de strijd tegen zijn vader. Op 23 maart 1260 huwde hij in Calatayud met Constance van Montcada, dochter van Gaston VII van Béarn. 
Drie dagen na zijn huwelijk overleed hij. Hij werd opgevolgd door zijn halfbroer Peter als de troonopvolger van Aragón. Alfons van Aragón werd begraven in de Abdij van Veruela.